# Zagórze (Częstochowa)
Pour les articles homonymes, voir Zagórze.
Zagórze est une localité polonaise de la gmina de Janów, située dans le powiat de Częstochowa en voïvodie de Silésie.